# Carol (pel·lícula)
Carol és una pel·lícula britànico-estatunidenca estrenada al novembre de 2015 als Estats Units i dirigida per Todd Haynes. El guió va ser escrit per Phyllis Nagy, basat en la novel·la The Price of Salt (també anomenada Carol), de Patricia Highsmith. La pel·lícula és protagonitzada per Cate Blanchett i Rooney Mara, amb papers secundaris de Sarah Paulson i Kyle Chandler.
El rodatge de la pel·lícula va començar el 12 de març de 2014, a Cincinnati, Ohio i va continuar fins al 25 d'abril de 2014, després de fer servir diferents llocs al voltant de la ciutat: el centre de Cincinnati, Hyde Park, Wyoming, Lebanon, Hamilton i Over-the-Rhine. La pel·lícula està ambientada a la ciutat de Nova York el 1952. Carol es va estrenar en el Festival de Canes de 2015, on va rebre crítiques excel·lents, i on Mara va guanyar el premi a la millor actriu. La pel·lícula es va doblar i subtitular al català.

## Argument
Una jove aspirant a fotògrafa d'uns vint anys, Therese Belivet (Rooney Mara), treballa en una botiga de Manhattan i somia amb una vida millor quan coneix a Carol Aird (Cate Blanchett), una dona seductora atrapada en un convenient matrimoni sense amor. Ben aviat, neix una connexió immediata entre elles.
Mentre Carol s'allibera dels confinaments del seu matrimoni, el seu marit (Kyle Chandler) comença a qüestionar la seva actitud i surt a la llum la seva anterior infidelitat amb la seva millor amiga, Abby (Sarah Paulson).

## Repartiment
- Cate Blanchett: Carol Aird
- Rooney Mara: Therese Belivet
- Sarah Paulson: Abby Gerhard
- Kyle Chandler: Harge Aird
- Cory Michael Smith: Tomm[4]
- John Magaro: Dannie[5]
- Carrie Brownstein: Genevieve Cantrell[6]
- Jake Lacy: Richard

## Producció
El 23 de maig de 2013, es va anunciar que una adaptació d'un llibre es portaria al cinema i es titularia "Carol", dirigida per Todd Haynes i protagonitzada per Cate Blanchett i Mia Wasikowska, i que es trobava en desenvolupament. La pel·lícula seria produïda per Elizabeth Karlsen i Stephen Woolles de Number 9 Films i distribuïda als Estats Units per The Weinstein Company. El 31 d'agost de 2013, es va anunciar que Wasikowska seria reemplaçada per Rooney Mara. El 20 de gener de 2014, es va anunciar que Carter Burwell estaria a càrrec de la música de la pel·lícula. El 4 de febrer, Cory Michael Smith es va unir al repartiment de la pel·lícula interpretant a Tommy, un encantador viatjant de negocis que coneix als personatges de Blanchett i Mara, al carrer. Edward Lachman seria el director de fotografia. El 8 d'abril, John Magaro, un escriptor amb esperit artístic que treballa al New York Times. El 9 d'abril de 2014, Carrie Brownstein també es va unir al repartiment, on interpretaria a Genevive Cantrell, una dona que té una trobada amb Therese a inicis de 2015, Brownstein va parlar a Paste Magazine, dient que la majoria de les seves escenes van ser tallades a causa de la durada de la pel·lícula.

### Rodatge
Al desembre 2013, es va anunciar que Carol seria filmada a Cincinnati, Ohio; les oficines de producció es van obrir a principis de gener del 2014, amb el set de filmació que es va realitzar des de mitjans de març al maig. El rodatge de la pel·lícula va començar el 12 de març de 2014 a l'Eden Parkin Cincinnati. Blanchett va ser vista durant les escenes de filmació en el set de rodatge. La nit del 25 de març de 2014, Blachett i la producció estaven en el suburbi de Cincinnati, Wyoming, en el rodatge d'una escena de la casa 32 Fleming Rd. El 31 de març de 2014, el repartiment va filmar algunes escenes a Lebanon, Ohio; Blanchett també estava en el lloc només per a una sessió del dia, així que l'endemà van tornar a Cincinnati a filmar la resta de la pel·lícula. El 14 d'abril de 2014, algunes escenes de Cati Blanchett i Rooney Mara es van rodar a Kostas, restaurant de Downtown, Hamilton, Ohio. El 25 d'abril es va rodar en llocs com: Downtown, Cincinnati, Hyde Park, Over-the-Rhine i altres restaurants i hotels.

## Estrena

### Màrqueting

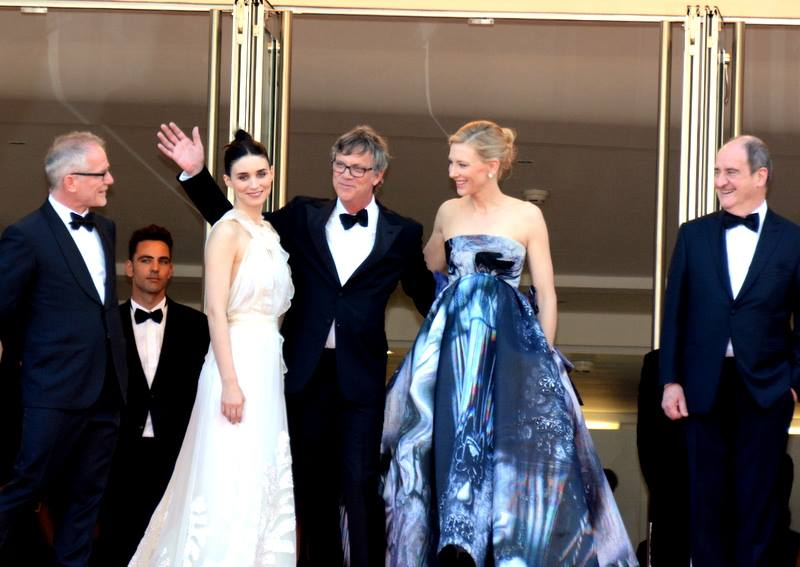
Rooney Mara, Todd Haynes & Cati Blanchett en el Festival de Canes 2015

La primera imatge oficial de Carol, es va estrenar per Film4, apareixent en el London Evening Standard el 16 de maig de 2014, acompanyada d'un article sobre els 11 anys de descobriment del guió adaptat de Patricia Highsmith. Malgrat això, els productors van decidir retenir la pel·lícula fins a l'any 2015 amb la finalitat d'estrenar-la en un festival de cinema. Una segona imatge de la pel·lícula es va estrenar el 5 de gener de 2015.

## Rebuda
La pel·lícula té en la seva majoria crítiques positives per part de la premsa i alguns crítics de cinema. A Rotten Tomatoes la pel·lícula té un 97%, basada en 33 crítiques amb una mitjana de 8.7/10. A Metacritic la pel·lícula té un 96%, basada en 12 ressenyes de crítiques, la major part positives.
- Si la narrativa de Haynes et deixa amb la boca oberta, les meravelloses interpretacions de Cate Blanchett i deRooney Mara són al mateix nivell. És una pel·lícula amb tant estil com versemblança, la creus i la sents.[9]
- Una gran història d'amor (...) Haynes domina cada pla, cada gest, cada detall visual (...) Blanchett i Mara, ambdues extraordinàries.[10]
- Cate Blanchett i Rooney Mara ofereixen unes brillants interpretacions en l'exquisida adaptació de Todd Haynes de la història d'amor lèsbic de Patricia Highsmith de l'any 1950.[11]

## Premis i nominacions
| Premi                                                                         | Categoria                                                      | Receptor                                       | Resultat      | Referències   |
| ----------------------------------------------------------------------------- | -------------------------------------------------------------- | ---------------------------------------------- | ------------- | ------------- |
| Festival de Canes 2015                                                        | Palma d'Or                                                     | Carol                                          | nominada      | [ 12 ]        |
| Festival de Canes 2015                                                        | Millor actriu                                                  | Rooney Mara (compartida amb Emmanuelle Bercot) | guanyadora    | [ 12 ]        |
| Festival de Canes 2015                                                        | Palma Queer                                                    | Carol                                          | guanyadora    | [ 12 ]        |
| Premis Gotham                                                                 | Millor pel·lícula                                              | Carol                                          | nominada      | [ 13 ]        |
| Premis Gotham                                                                 | Millor actriu                                                  | Cate Blanchett                                 | nominada      | [ 13 ]        |
| Premis Gotham                                                                 | Millor guió                                                    | Phyllis Nagy                                   | nominada      | [ 13 ]        |
| Premi BAFTA                                                                   | Millor pel·lícula                                              | Carol                                          | nominada      | [ 14 ]        |
| Premi BAFTA                                                                   | Millor director                                                | Todd Haynes                                    | nominada      | [ 14 ]        |
| Premi BAFTA                                                                   | Millor actriu                                                  | Cate Blanchett                                 | nominada      | [ 14 ]        |
| Premi BAFTA                                                                   | Millor actriu secundària                                       | Rooney Mara                                    | nominada      | [ 14 ]        |
| Premi BAFTA                                                                   | Millor guió adaptat                                            | Phyllis Nagy                                   | nominada      | [ 14 ]        |
| Premi BAFTA                                                                   | Millor fotografia                                              | Edward Lachman                                 | nominada      | [ 14 ]        |
| Premi BAFTA                                                                   | Millor vestuari                                                | Sandy Powell                                   | nominada      | [ 14 ]        |
| Premi BAFTA                                                                   | Millor disseny de producció                                    | Judy Becker & Heather Loeffler                 | nominada      | [ 14 ]        |
| Premi BAFTA                                                                   | Millor maquillatge i perruqueria                               | Jerry DeCarlo & Patricia Regan                 | nominada      | [ 14 ]        |
| Premis Independent Spirit                                                     | Millor pel·lícula                                              | Carol                                          | nominada      | [ 15 ]        |
| Premis Independent Spirit                                                     | Millor director                                                | Todd Haynes                                    | nominada      | [ 15 ]        |
| Premis Independent Spirit                                                     | Millor actriu                                                  | Cate Blanchett                                 | nominada      | [ 15 ]        |
| Premis Independent Spirit                                                     | Millor actriu secundària                                       | Rooney Mara                                    | nominada      | [ 15 ]        |
| Premis Independent Spirit                                                     | Millor guió                                                    | Phyllis Nagy                                   | nominada      | [ 15 ]        |
| Premis Independent Spirit                                                     | Millor fotografia                                              | Edward Lachman                                 | guanyadora    | [ 15 ]        |
| Premis Satellite                                                              | Millor pel·lícula                                              | Carol                                          | nominada      | [ 16 ]        |
| Premis Satellite                                                              | Millor actriu                                                  | Cate Blanchett                                 | nominada      | [ 16 ]        |
| Premis Satellite                                                              | Millor actriu secundària                                       | Rooney Mara                                    | nominada      | [ 16 ]        |
| Premis Satellite                                                              | Millor música original                                         | Carter Burwell                                 | guanyadora    | [ 16 ]        |
| Premis Satellite                                                              | Millor montatge                                                | Affonso Goncalves                              | nominada      | [ 16 ]        |
| Crítica de Washington DC                                                      | Millor director                                                | Todd Haynes                                    | nominada      | [ 17 ]        |
| Crítica de Washington DC                                                      | Millor actriu                                                  | Cate Blanchett                                 | nominada      | [ 17 ]        |
| Crítica de Washington DC                                                      | Millor actriu secundària                                       | Rooney Mara                                    | nominada      | [ 17 ]        |
| Crítica de Washington DC                                                      | Millor guió adaptat                                            | Phyllis Nagy                                   | nominada      | [ 17 ]        |
| Crítica de Washington DC                                                      | Millor disseny de producció                                    | Judy Becker i Heather Loeffler                 | nominada      | [ 17 ]        |
| Crítica de Washington DC                                                      | Millor fotografia                                              | Edward Lachman                                 | nominada      | [ 17 ]        |
| Crítica de Washington DC                                                      | Millor banda sonora                                            | Carter Burwell                                 | nominada      | [ 17 ]        |
| Online Films Critics Society                                                  | Millor pel·lícula                                              | Carol                                          | nominada      | [ 18 ] [ 19 ] |
| Online Films Critics Society                                                  | Millor director                                                | Todd Haynes                                    | nominada      | [ 18 ] [ 19 ] |
| Online Films Critics Society                                                  | Millor actriu                                                  | Cate Blanchett                                 | guanyadora    | [ 18 ] [ 19 ] |
| Online Films Critics Society                                                  | Millor actriu secundària                                       | Rooney Mara                                    | guanyadora    | [ 18 ] [ 19 ] |
| Online Films Critics Society                                                  | Millor guió adaptat                                            | Phyllis Nagy                                   | guanyadora    | [ 18 ] [ 19 ] |
| Online Films Critics Society                                                  | Millor fotografia                                              | Edward Lachman                                 | nominada      | [ 18 ] [ 19 ] |
| Crítica Online de Nova York                                                   | Millor actriu secundària                                       | Rooney Mara                                    | guanyadora    | [ 20 ]        |
| Crítica Online de Nova York                                                   | Top 10                                                         | Carol                                          | guanyadora    | [ 20 ]        |
| Crítica de Los Ángeles                                                        | Millor director                                                | Todd Haynes                                    | nominada      | [ 21 ]        |
| Crítica de Los Ángeles                                                        | Millor fotografia                                              | Edward Lachman                                 | nominada      | [ 21 ]        |
| Crítica de Los Ángeles                                                        | Millor música                                                  | Carter Burwell                                 | guanyadora    | [ 21 ]        |
| Crítica de Los Ángeles                                                        | Millor disseny de producció                                    | Judy Becker i Heather Loeffler                 | nominada      | [ 21 ]        |
| Crítica de Boston                                                             | Millor director                                                | Todd Haynes                                    | [ 22 ]        |               |
| Crítica de Boston                                                             | Millor guió                                                    | Phyllis Nagy                                   | [ 22 ]        |               |
| Crítica de Boston                                                             | Millor fotografia                                              | Edward Lachman                                 | [ 22 ]        |               |
| Crítica Online de Boston                                                      | Top 10                                                         | Carol                                          | [ 23 ]        |               |
| Premis del Sindicat d'Actors                                                  | Millor actriu                                                  | Cate Blanchett                                 | [ 24 ]        |               |
| Premis del Sindicat d'Actors                                                  | Millor actriu secundària                                       | Rooney Mara                                    | [ 24 ]        |               |
| Premi Globus d'Or                                                             | Millor pel·lícula - Drama                                      | Carol                                          | [ 24 ] [ 25 ] |               |
| Premi Globus d'Or                                                             | Millor director                                                | Todd Haynes                                    | [ 24 ] [ 25 ] |               |
| Premi Globus d'Or                                                             | Millor actriu dramàtica                                        | Cate Blanchett                                 | [ 24 ] [ 25 ] |               |
| Premi Globus d'Or                                                             | Millor actriu dramàtica                                        | Rooney Mara                                    | [ 24 ] [ 25 ] |               |
| Premi Globus d'Or                                                             | Millor banda sonora                                            | Carter Burwell                                 | [ 24 ] [ 25 ] |               |
| Crítica de Detroit                                                            | Millor actriu                                                  | Cate Blanchett                                 | [ 26 ] [ 27 ] |               |
| Crítica de San Francisco                                                      | Millor pel·lícula                                              | Carol                                          | [ 28 ]        |               |
| Crítica de San Francisco                                                      | Millor director                                                | Todd Haynes                                    | [ 28 ]        |               |
| Crítica de San Francisco                                                      | Millor actriu                                                  | Cate Blanchett                                 | [ 28 ]        |               |
| Crítica de San Francisco                                                      | Millor actriu                                                  | Rooney Mara                                    | [ 28 ]        |               |
| Crítica de San Francisco                                                      | Millor guió adaptat                                            | Phyllis Nagy                                   | [ 28 ]        |               |
| Crítica de San Francisco                                                      | Millor fotografia                                              | Edward Lachmann                                | [ 28 ]        |               |
| Crítica de San Francisco                                                      | Millor disseny de producció                                    | Judy Becker i Heather Loeffler                 | [ 28 ]        |               |
| Crítica de Toronto                                                            | Millor pel·lícula                                              | Carol                                          | [ 29 ]        |               |
| Crítica de Toronto                                                            | Millor director                                                | Todd Haynes                                    | [ 29 ]        |               |
| Crítica de Houston                                                            | Millor actriu                                                  | Cate Blanchett                                 | [ 30 ] [ 31 ] |               |
| Crítica de Houston                                                            | Millor actriu secundària                                       | Rooney Mara                                    | [ 30 ] [ 31 ] |               |
| Crítica de Houston                                                            | Millor pòster                                                  | Poster                                         | [ 30 ] [ 31 ] |               |
| Crítica de St. Louis                                                          | Millor director                                                | Todd Haynes                                    | [ 32 ] [ 33 ] |               |
| Crítica de St. Louis                                                          | Millor actriu                                                  | Cate Blanchett                                 | [ 32 ] [ 33 ] |               |
| Crítica de St. Louis                                                          | Millor actriu secundària                                       | Rooney Mara                                    | [ 32 ] [ 33 ] |               |
| Crítica de St. Louis                                                          | Millor fotografia                                              | Edward Lachman                                 | [ 32 ] [ 33 ] |               |
| Crítica de St. Louis                                                          | Millor disseny de producció                                    | Judy Becker                                    | [ 32 ] [ 33 ] |               |
| Crítica de St. Louis                                                          | Millor música original                                         | Carter Burwell                                 | [ 32 ] [ 33 ] |               |
| Premis de la Crítica Cinematográfica                                          | Millor pel·lícula                                              | Carol                                          | [ 34 ]        |               |
| Premis de la Crítica Cinematográfica                                          | Millor director                                                | Todd Haynes                                    | [ 34 ]        |               |
| Premis de la Crítica Cinematográfica                                          | Millor actriu                                                  | Cate Blanchett                                 | [ 34 ]        |               |
| Premis de la Crítica Cinematográfica                                          | Millor actriu secundària                                       | Rooney Mara                                    | [ 34 ]        |               |
| Premis de la Crítica Cinematográfica                                          | Millor fotografia                                              | Edward Lachman                                 | [ 34 ]        |               |
| Premis de la Crítica Cinematográfica                                          | Millor direcció artística                                      | Judy Becker & Heather Loeffler                 | [ 34 ]        |               |
| Premis de la Crítica Cinematográfica                                          | Millor vestuari                                                | Sandy Powell                                   | [ 34 ]        |               |
| Premis de la Crítica Cinematográfica                                          | Millor maquillatge                                             | Jodi Byrne                                     | [ 34 ]        |               |
| Premis de la Crítica Cinematográfica                                          | Millor banda sonora                                            | Carter Burwell                                 | [ 34 ]        |               |
| Crítica de Chicago                                                            | Millor pel·lícula                                              | Carol                                          | [ 35 ] [ 36 ] |               |
| Crítica de Chicago                                                            | Millor director                                                | Todd Haynes                                    | [ 35 ] [ 36 ] |               |
| Crítica de Chicago                                                            | Millor actriu                                                  | Cate Blanchett                                 | [ 35 ] [ 36 ] |               |
| Crítica de Chicago                                                            | Millor fotografia                                              | Edward Lachman                                 | [ 35 ] [ 36 ] |               |
| Crítica de Chicago                                                            | Millor disseny de producció                                    | Judy Becker & Heather Loeffler                 | [ 35 ] [ 36 ] |               |
| Crítica de Chicago                                                            | Millor música original                                         | Carter Burwell                                 | [ 35 ] [ 36 ] |               |
| Indiewire                                                                     | Millor pel·lícula                                              | Carol                                          | [ 37 ]        |               |
| Indiewire                                                                     | Millor director                                                | Todd Haynes                                    | [ 37 ]        |               |
| Indiewire                                                                     | Millor guió                                                    | Phyllis Nagy                                   | [ 37 ]        |               |
| Indiewire                                                                     | Millor banda sonora                                            | Carter Burwell                                 | [ 37 ]        |               |
| Indiewire                                                                     | Millor fotografia                                              | Edward Lachman                                 | [ 37 ]        |               |
| Indiewire                                                                     | Millor montatge                                                | Affonso Goncalves                              | [ 37 ]        |               |
| Crítica de Vancouver                                                          | Millor actriu internacional                                    | Cate Blanchett                                 | [ 38 ] [ 39 ] |               |
| Crítica de Vancouver                                                          | Millor director internacional                                  | Todd Haynes                                    | [ 38 ] [ 39 ] |               |
| Crítica de Londres                                                            | Millor pel·lícula                                              | Carol                                          | [ 40 ]        |               |
| Crítica de Londres                                                            | Millor director                                                | Todd Haynes                                    | [ 40 ]        |               |
| Crítica de Londres                                                            | Millor actriu                                                  | Cate Blanchett                                 | [ 40 ]        |               |
| Crítica de Londres                                                            | Millor actriu                                                  | Rooney Mara                                    | [ 40 ]        |               |
| Crítica de Londres                                                            | Millor guió                                                    | Phyllis Nagy                                   | [ 40 ]        |               |
| American Film Institute Awards                                                | Top 10 del año                                                 | Carol                                          | [ 41 ]        |               |
| Crítica de Kansas                                                             | Millor actriu                                                  | Cate Blanchett                                 | [ 42 ] [ 43 ] |               |
| Crítica de Kansas                                                             | Millor actriu secundària                                       | Rooney Mara                                    | [ 42 ] [ 43 ] |               |
| Crítica de Kansas                                                             | Millor guió adaptat                                            | Phyllis Nagy                                   | [ 42 ] [ 43 ] |               |
| Crítica de Florida                                                            | Millor pel·lícula                                              | Carol                                          | [ 44 ] [ 45 ] |               |
| Crítica de Florida                                                            | Millor director                                                | Todd Haynes                                    | [ 44 ] [ 45 ] |               |
| Crítica de Florida                                                            | Millor actriu                                                  | Cate Blanchett                                 | [ 44 ] [ 45 ] |               |
| Crítica de Florida                                                            | Millor actriu secundària                                       | Rooney Mara                                    | [ 44 ] [ 45 ] |               |
| Crítica de Florida                                                            | Millor guió adaptat                                            | Phyllis Nagy                                   | [ 44 ] [ 45 ] |               |
| Crítica de Florida                                                            | Millor fotografia                                              | Edward Lachman                                 | [ 44 ] [ 45 ] |               |
| Crítica de Florida                                                            | Millor direcció artística                                      | Judy Becker & Heather Loeffler                 | [ 44 ] [ 45 ] |               |
| Crítica de Florida                                                            | Millor banda sonora                                            | Carter Burwell                                 | [ 44 ] [ 45 ] |               |
| Women Film Critics Circle                                                     | Millor guionista femenina                                      | Phyllis Nagy                                   | [ 46 ]        |               |
| Associació de Crítics de Carolina del Nord                                    | Millor pel·lícula                                              | Carol                                          | [ 47 ] [ 48 ] |               |
| Associació de Crítics de Carolina del Nord                                    | Millor director                                                | Todd Haynes                                    | [ 47 ] [ 48 ] |               |
| Associació de Crítics de Carolina del Nord                                    | Millor actriu                                                  | Cate Blanchett                                 | [ 47 ] [ 48 ] |               |
| Associació de Crítics de Carolina del Nord                                    | Millor actriu secundària                                       | Rooney Mara                                    | [ 47 ] [ 48 ] |               |
| Associació de Crítics de Carolina del Nord                                    | Millor guió adaptat                                            | Phyllis Nagy                                   | [ 47 ] [ 48 ] |               |
| Aliança de Dones Periodistes de Cinema                                        | Millor pel·lícula                                              | Carol                                          | [ 49 ] [ 50 ] |               |
| Aliança de Dones Periodistes de Cinema                                        | Millor director                                                | Todd Haynes                                    | [ 49 ] [ 50 ] |               |
| Aliança de Dones Periodistes de Cinema                                        | Millor guió adaptat                                            | Phyllis Nagy                                   | [ 49 ] [ 50 ] |               |
| Aliança de Dones Periodistes de Cinema                                        | Millor actriu                                                  | Cate Blanchett                                 | [ 49 ] [ 50 ] |               |
| Aliança de Dones Periodistes de Cinema                                        | Millor actriu secundària                                       | Rooney Mara                                    | [ 49 ] [ 50 ] |               |
| Aliança de Dones Periodistes de Cinema                                        | Millor fotografia                                              | Edward Lachman                                 | [ 49 ] [ 50 ] |               |
| Aliança de Dones Periodistes de Cinema                                        | Millor música                                                  | Carter Burwell                                 | [ 49 ] [ 50 ] |               |
| Aliança de Dones Periodistes de Cinema                                        | EDA FEMALE FOCUS AWARDS: Millor guió                           | Phyllis Nagy                                   | [ 49 ] [ 50 ] |               |
| Aliança de Dones Periodistes de Cinema                                        | Millor representación de la nuesa, la sexualitat o la seducció | Carol                                          | [ 49 ] [ 50 ] |               |
| Festival de Capri-Hollywood                                                   | Millor guió adaptat                                            | Phyllis Nagy                                   | [ 51 ]        |               |
| Festival de Capri-Hollywood                                                   | Millor disseny de producció                                    | Judy Becker & Heather Loeffler                 | [ 51 ]        |               |
| Associació de crítics d'Ohio Central                                          | Millor director                                                | Todd Haynes                                    | [ 52 ] [ 53 ] |               |
| Associació de crítics d'Ohio Central                                          | Millor actriu                                                  | Cate Blanchett                                 | [ 52 ] [ 53 ] |               |
| Associació de crítics d'Ohio Central                                          | Millor actriu secundària                                       | Rooney Mara                                    | [ 52 ] [ 53 ] |               |
| Associació de crítics d'Ohio Central                                          | Millor música original                                         | Carter Burwell                                 | [ 52 ] [ 53 ] |               |
| Associació de crítics d'Ohio Central                                          | Actor/Actriu del any                                           | Cate Blanchett                                 | [ 52 ] [ 53 ] |               |
| Associació de crítics de Georgia                                              | Millor pel·lícula                                              | Carol                                          | [ 54 ] [ 55 ] |               |
| Associació de crítics de Georgia                                              | Millor actriu                                                  | Cate Blanchett                                 | [ 54 ] [ 55 ] |               |
| Associació de crítics de Georgia                                              | Millor fotografia                                              | Edward Lachman                                 | [ 54 ] [ 55 ] |               |
| Associació de crítics de Georgia                                              | Millor disseny de producció                                    | Judy Becker, Jesse Rosenthal                   | [ 54 ] [ 55 ] |               |
| Crítica de Seattle                                                            | Millor pel·lícula                                              | Carol                                          | [ 56 ] [ 57 ] |               |
| Crítica de Seattle                                                            | Millor director                                                | Todd Haynes                                    | [ 56 ] [ 57 ] |               |
| Crítica de Seattle                                                            | Millor actriu                                                  | Cate Blanchett                                 | [ 56 ] [ 57 ] |               |
| Crítica de Seattle                                                            | Millor actriu                                                  | Rooney Mara                                    | [ 56 ] [ 57 ] |               |
| Crítica de Seattle                                                            | Millor guió adaptat                                            | Phyllis Nagy                                   | [ 56 ] [ 57 ] |               |
| Crítica de Seattle                                                            | Millor fotografia                                              | Edward Lachman                                 | [ 56 ] [ 57 ] |               |
| Crítica de Seattle                                                            | Millor disseny de producció                                    | Judy Becker, Heather Loeffler                  | [ 56 ] [ 57 ] |               |
| Crítica de Seattle                                                            | Millor vestuari                                                | Sandy Powell                                   | [ 56 ] [ 57 ] |               |
| Crítica de Seattle                                                            | Millor maquillatge                                             | Patricia Regan, Jerry DeCarlo                  | [ 56 ] [ 57 ] |               |
| Crítica de Seattle                                                            | Millor música                                                  | Carter Burwell                                 | [ 56 ] [ 57 ] |               |
| Crítica de Denver                                                             | Millor actriu                                                  | Cate Blanchett                                 | [ 58 ] [ 59 ] |               |
| Gremi de Guionistes (WGA)                                                     | Millor guió adaptat                                            | Phyllis Nagy                                   | [ 60 ]        |               |
| Australian Academy of Cinema and Television Arts Award                        | Millor pel·lícula internacional                                | Carol                                          | [ 61 ]        |               |
| Australian Academy of Cinema and Television Arts Award                        | Millor director internacional                                  | Todd Haynes                                    | [ 61 ]        |               |
| Australian Academy of Cinema and Television Arts Award                        | Millor actriu internacional                                    | Cate Blanchett                                 | [ 61 ]        |               |
| Australian Academy of Cinema and Television Arts Award                        | Millor guió internacional                                      | Phyllis Nagy                                   | [ 61 ]        |               |
| Australian Academy of Cinema and Television Arts Award                        | Millor actriu secundària                                       | Rooney Mara                                    | [ 61 ]        |               |
| Crítica d'Iowa                                                                | Millor actriu secundària                                       | Rooney Mara                                    | [ 62 ]        |               |
| Premis Dorian Nominacions dels Dorian Awards (Associació de Gays i Lesbianes) | Millor pel·lícula                                              | Carol                                          | [ 63 ]        |               |
| Premis Dorian Nominacions dels Dorian Awards (Associació de Gays i Lesbianes) | Millor actriu                                                  | Cate Blanchett                                 | [ 63 ]        |               |
| Premis Dorian Nominacions dels Dorian Awards (Associació de Gays i Lesbianes) | Millor actriu                                                  | Rooney Mara                                    | [ 63 ]        |               |
| Premis Dorian Nominacions dels Dorian Awards (Associació de Gays i Lesbianes) | Millor director                                                | Todd Haynes                                    | [ 63 ]        |               |
| Premis Dorian Nominacions dels Dorian Awards (Associació de Gays i Lesbianes) | Pel·lícula LGBT                                                | Carol                                          | [ 63 ]        |               |
| Premis Dorian Nominacions dels Dorian Awards (Associació de Gays i Lesbianes) | Millor guió                                                    | Phyllis Nagy                                   | [ 63 ]        |               |
| Premis Dorian Nominacions dels Dorian Awards (Associació de Gays i Lesbianes) | Pel·lícula més impressionant visualment                        | Carol                                          | [ 63 ]        |               |

## Influències estètiques
Abans de produir el film, Todd Haynes va inspirar-se visualment en dos grans referents:
- Edward Hopper. Va ser un pintor urbà que retractava la angoixa i la desolació dels seus personatges però sense incidir en el dramatisme dels primers plans i els rostres.[64] El gran exemple pictòric que acull aquestes característiques és "Nighthawks" (1942). A "Carol" es denota aquesta atmosfera i, a més, reflecteix el cromatisme de la pintura.

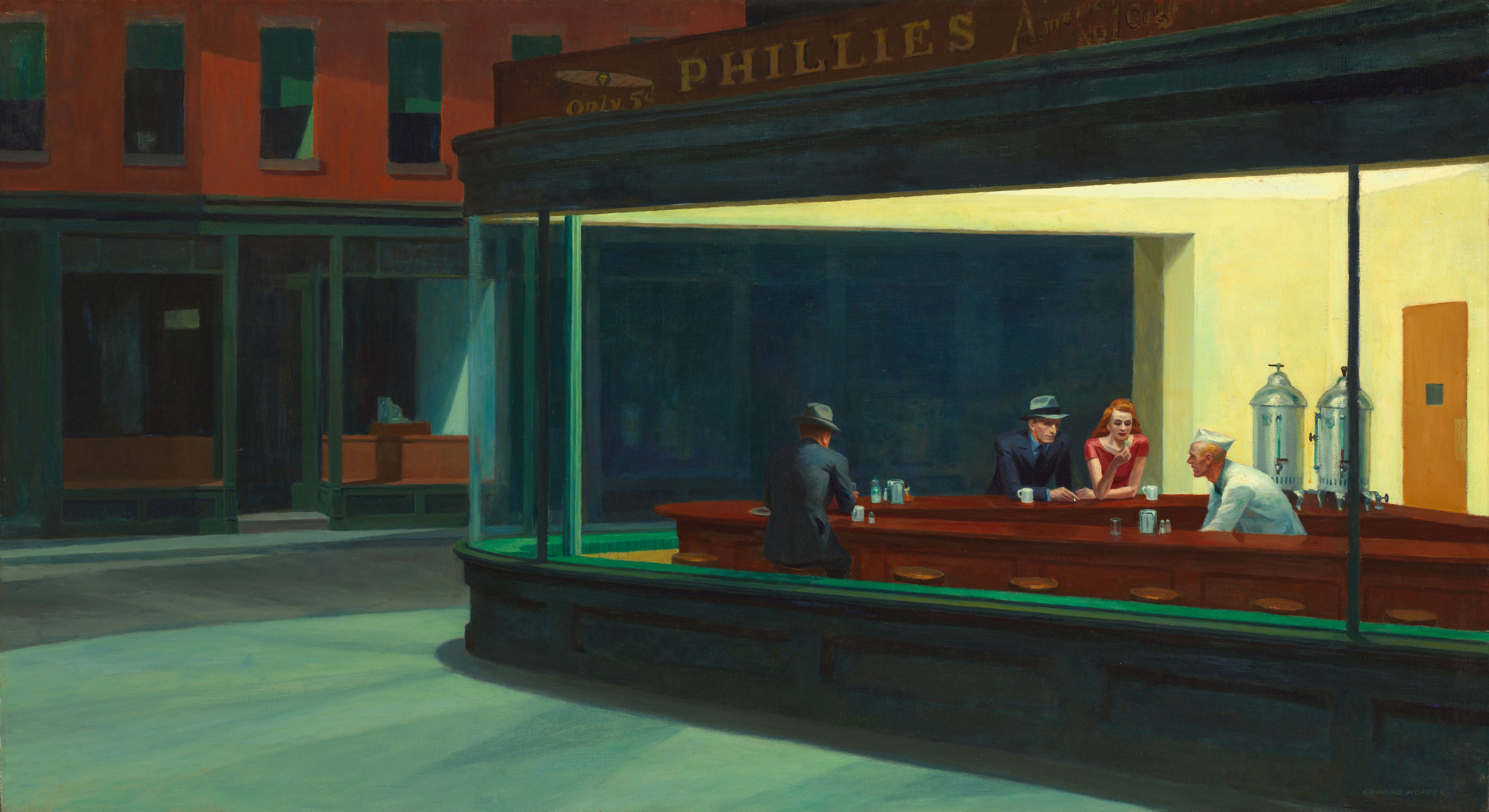
"Nighthawks", Edward Hopper (1942)

- Saul Leiter. En les fotografies d'aquest autor no es percep la totalitat dels subjectes captats, ja que les seves imatges estan plenes d'objectes i textures que distorsionen el contingut. Haynes considera que les seves fotografies «troben abstracció en allò real».[65] En conseqüència, a "Carol" abunden els plans de vidres plens de gotes o personatges que s'amaguen entre els components decoratius.